# 1007
Початок Високого Середньовіччя  •  Епоха вікінгів  •  Золота доба ісламу  •  Реконкіста  •  Київська Русь

## Геополітична ситуація
Візантію очолює Василій II Болгаробійця. Генріх II є імператором Священної Римської імперії.
Королем Західного Франкського королівства є, принаймні формально, Роберт II Побожний.
Апеннінський півострів розділений між численними державами: північ належить Священній Римській імперії,  середню частину займає Папська область, на південь від Римської області  лежать невеликі незалежні герцогства,   півдненна частина півострова належать Візантії. Південь Піренейського півострова займає Кордовський халіфат на чолі з Хішамом II. Північну частину півострова займають християнські королівство Леон (Астурія, Галісія), де править Альфонсо V, Наварра (Арагон, Кастилія) та Барселона.
Королівство Англія очолює Етельред Нерозумний.
У Київській Русі триває правління Володимира. У Польщі править Болеслав I Хоробрий.  Перше Болгарське царство частково захоплене Візантією, в іншій частині править цар Самуїл. У Хорватії триває правління Крешиміра III та Гойслава.  Королівство Угорщина очолює Стефан I.
Аббасидський халіфат очолює аль-Кадір, в Єгипті владу утримують Фатіміди, в Середній Азії — Караханіди, у Хорасані — Газневіди. У Китаї продовжується правління династії Сун. Значними державами Індії є Пала, Пратіхара, Чола. В Японії триває період Хей'ан.

## Події
- Бруно Кверфуртський відвідав Київську Русь, зустрівся з Володимиром Святославичем і при його участі охрестив частину печенігів, висвятив для них єпископа.
- Англійський король Етельред купив у данів 2 роки миру за 36 тис. фунтів срібла.
- Триває війна між Польщею та Священною Римською імперією. Польський князь Болеслав I Хоробрий знову заволодів Лужицею.
- Заснована Архієпархія Бамберга — архієпархія римо-католицької церкви з центром в місті Бамберг, Німеччина.
- Засноване Аль-Кала-Бені-Хаммад — давнє місто в провінції Мсіла в північній частині Алжиру.

## Народились
- Майтріпа — махасіддха, видатний індійський майстер, хранитель лінії передачі махамудри, яка потім лягла в основу школи Каг'ю тибетського буддизму, другий вчитель Марпи-перекладача
- Оуян Сю — китайський державний діяч, письменник, історик, поет часів династії Сун
- Петро Даміані — церковний діяч, богослов, філософ, католицький святий
- Сергій III (герцог Амальфійський)

## Померли
- Іоанн I (князь Салернський)
- Ландульф VII (князь Капуанський)